# مجتبی مؤدب‌پور
مجتبی مؤدب‌پور (زادهٔ ۱۳۴۷ در رشت) نمایندهٔ حوزهٔ انتخابیهٔ رشت در دورهٔ هفتم مجلس شورای اسلامی بوده‌است.